# Edwina Ashley
Edwina Cynthia Annette Ashley (Romsey, 1901. november 28. – Jesselton, Észak-Borneó, 1960. február 21.) angol köznemes hölgy, Lord Louis Mountbatten brit királyi herceggel kötött házassága révén 1922-től Lady Edwina Mountbatten hercegné.

## Élete
Apja Sir Wilfred William Ashley, Mount Temple 1. bárója (1865–1938), anyja Amalia Mary Maud Cassel, aki apjának egyetlen gyermeke volt. Apai részről Edwina a Shaftesbury grófok kései leszármazottja, akik még 1661-ben kaptak nemesi rangot. A lány Shaftesbury 7. grófjának dédunokája, annak fiatalabb fia, Evelyn Melbourne Ashley révén, aki Sybella Farquhar férje volt. (Sybella Farquhar kisasszony Beaufort 6. hercegének volt az unokája.) Edwinának csak egy húga született, Ruth Mary Clarisse.
Előkelő felmenői révén az Ashley család tagjai igényt formálhattak a broadlandsi birtokokra, továbbá a Classiebawn-kastélyra is az írországi Sligo megyében. Edwina édesanyja, Amalia Sir Ernest Joseph Cassel nemzetközi mágnás lánya volt, aki VII. Eduárd brit király személyes jóbarátja és bankárja volt, ezenkívül abban az időben ő volt Európa leggazdagabb és leghatalmasabb embereinek egyike. Sir Ernest korán elveszítette szeretett feleségét, Annette Mary Maud Maxwellt, aki kedvéért áttért a judaizmusról a római katolikus vallásra. Edwina édesanyja 1911-ben hunyt el, mikor lánya csupán 10 éves volt. Sir Ernest hatalmas vagyont hagyott unokájára, Edwinára, aki nagyon fontos volt neki, miután mind feleségét, mind pedig egyetlen gyermekét korán elragadta tőle a halál.
1914-ben Edwina édesapja újranősült, Molly Forbes-Sempill lett a lány és húga, Ruth mostohaanyja. (Ebből a frigyből nem születtek gyermekek.) Ezek után Wilfred Ashley benntlakásos iskolába küldte akkor 13 esztendős leányát, először az eastbourne-i The Links nevű intézetbe, utána pedig a suffolk-i Alde House-ba, ám a kislány sajnos egyik iskolában sem bizonyult valami lelkes diáknak. Az igen feszültté vált családi viszonyokat Edwina nagyapja, Sir Ernest úgy kívánta megoldani, hogy meghívta a lányt, lakjon inkább vele a Londonban található Brooke House-ban, melyet később a lány örökölt meg, a Moulton Paddocks-hoz és a Dranksome Dene-hez hasonlóan, amik szintén Cassel úr tulajdonában lévő ingatlanok voltak. 1920-ban találkozott egymással először Edwina és Mountbatten Lajos Ferenc battenberg-i herceg, mivel a lány még csak 19 éves volt, de már meghatározó tagja volt a londoni előkelőségek társadalmi életének. 1921-ben meghalt Edwina nagyapja, Sir Ernest, aki 2 millió fontot hagyott unokájára, ami hatalmas összeg volt ahhoz képest, hogy akkoriban Edwina leendő férjének, a hercegnek mindössze 610 font volt a fizetése egy évre. 1922. július 18-án Lajos feleségül vette Edwinát a Westminsteri apátsághoz tartozó Szent Margit templomban. A szertartáson részt vett a teljes brit királyi család, sőt mi több, a vőfély nem más volt, mint a leendő VIII. Eduárd brit király.
A házaspárnak két leánygyermeke született: Patrícia 1924-ben, és Pamela 1929-ben. 37 évnyi házasságuk alatt állítólag mindketten hűtlenek voltak a másikhoz, párjuk engedélyével és tudtával, ezért ezt a kapcsolatot a kor erkölcsi felfogása szerint egyáltalán nem lehetett hagyományosnak nevezni. Edwina fényűző és kényelmes életet élhetett férje mellett, amelyhez lánykorában már amúgyis hozzászokhatott gazdag nagyapja anyagi támogatása révén. Állítólag az asszonynak nem csak férfiakkal volt viszonya, hanem férje sógornőjével, Lady Milford Havennel is, akivel Edwina gyakran utazgatott együtt, ezenkívül a pletykák szerint Paul Robeson afroamerikai énekes-színésszel is intim kapcsolata lehetett. Nagyjából akkor, amikor Lord Mountbattent az angol király, V. György kinevezte India alkirályává, feleségének, Edwinának valószínűleg viszonya lehetett a brit gyarmat első miniszterelnökével, Dzsaváharlál Nehruval is, ám egy Edwina és férje magánéletéről később megjelentetett regény szerint az asszonynak csupán plátói szerelme volt a külföldi politikus.
Az alkirályné 1960. február 21-én, 58 éves korában, Brit Észak-Borneó Jesselton nevű városában hunyt el álmában, máig is tisztázatlan okból. Az asszony testét, saját kívánsága szerint, férje a tengerbe temette el, a HMS Wakeful nevű torpedóromboló hajó fedélzetéről, Portsmouth partjainál, február 25-én. A hajót az indiai haditengerészet INS Trishul fregattja kísérte, melyet Nehru miniszterelnök küldött részvéte jeléül. A gyászszertást a canterburyi érsek, Geoffrey Fisher tartotta a megboldogult lelki üdvéért.